# Linton Kwesi Johnson
Linton Kwesi Johnson es un poeta, músico y activista jamaicano nacido en Chapelton el 24 de agosto de 1952.
Es considerado como el padre de la llamada «poesía dub», que se refiere a los poetas que musican sus poemas en torno a la música dub. 
Su estilo personal y reivindicativo influirá en la gestación del rap y de la cultura hip hop.

## Obra literaria
- Voices of the Living and the Dead, Londres:Race Today, 1974
- Dread Beat An’ Blood, Londres:Bogle-L’Ouverture, 1975
- Inglan is a Bitch, Londres:Race Today, 1980
- Tings An’ Times Newcastle Upon Tyne and, Londres:Bloodaxe Books-LKJ Music, 1991
- Mi Revalueshanary Fren: Selected Poems, Londres:Penguin Modern Classics, 2002

## Discografía
- Dread Beat An’ Blood (Island, 1978)
- Forces of Victory (Island, 1979)
- Bass Culture (Island, 1980)
- LKJ in Dub (Island, 1981)
- Making History (Island, 1983)
- LKJ Live in Concert with the Dub Band (LKJ Records, 1985)
- Tings An’ Times (LKJ Records, 1991)
- LKJ in Dub: Volume 2 (LKJ Records, 1992)
- LKJ Presents (LKJ Records, 1996)
- LKJ A Cappella Live (LKJ Records, 1996)
- More Time (LKJ Records, 1998)
- Independant Intavenshan (Island, 1998)
- LKJ in Dub: Volume 3 (LKJ Records, 2002)